# Martín Alonso Pinzón
Martín Alonso Pinzón (Palos de la Frontera, Huelva; c. 1441-Palos de la Frontera; c. 31 de marzo de 1493) fue un navegante y explorador español, codescubridor de América.
Navegó junto con Cristóbal Colón en su primer viaje al Nuevo Mundo, en 1492, como capitán de La Pinta y que tuvo como resultado lo que se ha denominado tradicionalmente como Descubrimiento de América. Martín Alonso nació en Palos de la Frontera, en el seno de una familia acomodada de marineros. Era el mayor de los hermanos Pinzón y arrendatario de las carabelas La Niña y La Pinta. Sus hermanos Vicente Yáñez y Francisco Martín Pinzón fueron en el primer viaje colombino como capitán de La Niña y maestre de La Pinta, respectivamente.

## Familia
Los Pinzón, del siglo XV, fueron una familia de posible origen aragonés que llegaría a Andalucía procedente de Asturias, siendo su apellido, según algunos, deformación del término Espinzas o Pinzas. Para otros, en cambio, el verdadero apellido familiar sería Martín, nombre del abuelo, marinero y buzo en Palos, al que apodaron Pinzón cuando quedó ciego, ya que era muy aficionado a cantar y recordaba a los palermos a los pájaros pinzones, a los que cegaban para que cantaran mejor. Su hijo, también marinero e igualmente llamado Martín, fue el padre  de los tres hermanos que participaron en el Descubrimiento de América: Martín Alonso, Vicente Yáñez y Francisco Martín Pinzón.
Martín Alonso nació en Palos de la Frontera y ya, desde niño, navegó en las carabelas palermas como grumete. Vivía en una casa situada en el antiguo camino real a la Rábida, y contrajo matrimonio con María Álvarez. Tuvieron cinco hijos, dos varones: Arias Pérez y Juan Pinzón (que participarían en varias expediciones por tierras americanas), y tres niñas: Mayor, Catalina y Leonor, la pequeña, que sufría frecuentes ataques de lo que antiguamente llamaban «gota coral» y que actualmente se conoce como epilepsia. Enviudó de esta primera esposa y posteriormente aparece en documentos que convivía con Catalina Alonso, probablemente se casó con ella.

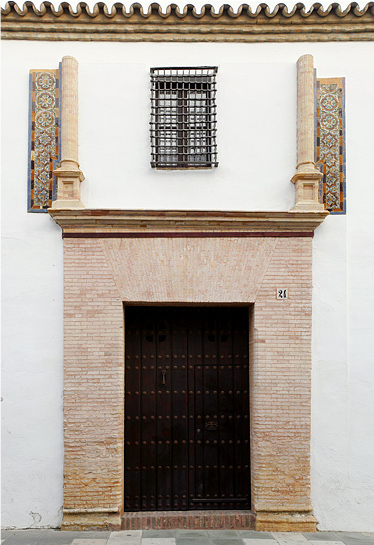
Casa Museo Martín Alonso Pinzón, en Palos de la Frontera, donde vivió la familia Pinzón.

Su experiencia náutica y audacia le proporcionaron buenos rendimientos en sus viajes de cabotaje, llegando a tener una holgada situación económica. Tuvo embarcaciones propias en las cuales se enrolaban los marinos de toda la comarca. Su fama y prestigio crecieron gracias al éxito de sus expediciones comerciales y al valor que demostró en las armadas de guerra durante el conflicto entre Castilla y Portugal. Para 1479, Martín Alonso era uno de los regidores de la villa de Palos y criado de Enrique de Guzmán, duque de Medina Sidonia.

## Participación en el viaje descubridor

### Los preparativos
El 23 de mayo de 1492 se leyó, en la iglesia de San Jorge, a los vecinos de Palos la Real Provisión en la que se ordenaba a ciertos vecinos entregar dos carabelas a Colón y partir con él en el viaje que iba a realizar por mandado de Sus Altezas; la villa acata la decisión real pero no la cumple. Los marinos palermos no estaban dispuestos a embarcarse en aquella aventura con un desconocido sin prestigio. Independientemente de la mayor o menor credibilidad de las ideas colombinas, los hombres de Palos difícilmente secundarían al genovés a no ser que le acompañara algún navegante respetado en la villa. La empresa, de considerable riesgo, y de beneficios difícilmente concretables, no resultaba muy atrayente para aquellos hombres. La mayoría de la marinería o se opondría o, simplemente, sería indiferente al proyecto presentado, y es que el real mandato implicaba razones de sobra para crear el descontento entre la marinería del puerto de Palos.
Es en estos momentos cuando regresa Martín Alonso Pinzón de uno de sus viajes comerciales, concretamente de Roma. Pinzón, como se ha comentado antes, había llegado a tener una privilegiada situación económica, gracias a sus destacadas cualidades náuticas, realizando numerosos viajes y armadas que le reportaban beneficios considerables. Por todo esto gozaba de una gran fama y prestigio en la comarca. Por tanto, tenía las cualidades de las que parecía carecer Colón, convirtiéndose, por ello, en el complemento ideal del que sería el futuro Almirante para llevar a cabo dicha expedición.
Los franciscanos de La Rábida fueron los que pusieron en contacto a Cristóbal Colón con el marino de Palos. Pero Vázquez de la Frontera, viejo marino de la villa, muy respetado por su experiencia y amigo de Martín Alonso, también influyó notablemente para que Pinzón se decidiera a apoyar la empresa no solo moralmente sino también económicamente. En los Pleitos colombinos, el testigo onubense Alonso Gallego recordaba haber oído decir a Colón: 

Señor Martín Alonso Pinçón, vamos a este viage que, si salimos con él y Dios nos descubre tierras, yo os prometo por la Corona Real de partir con vos como un hermano.
Pleitos colombinos.

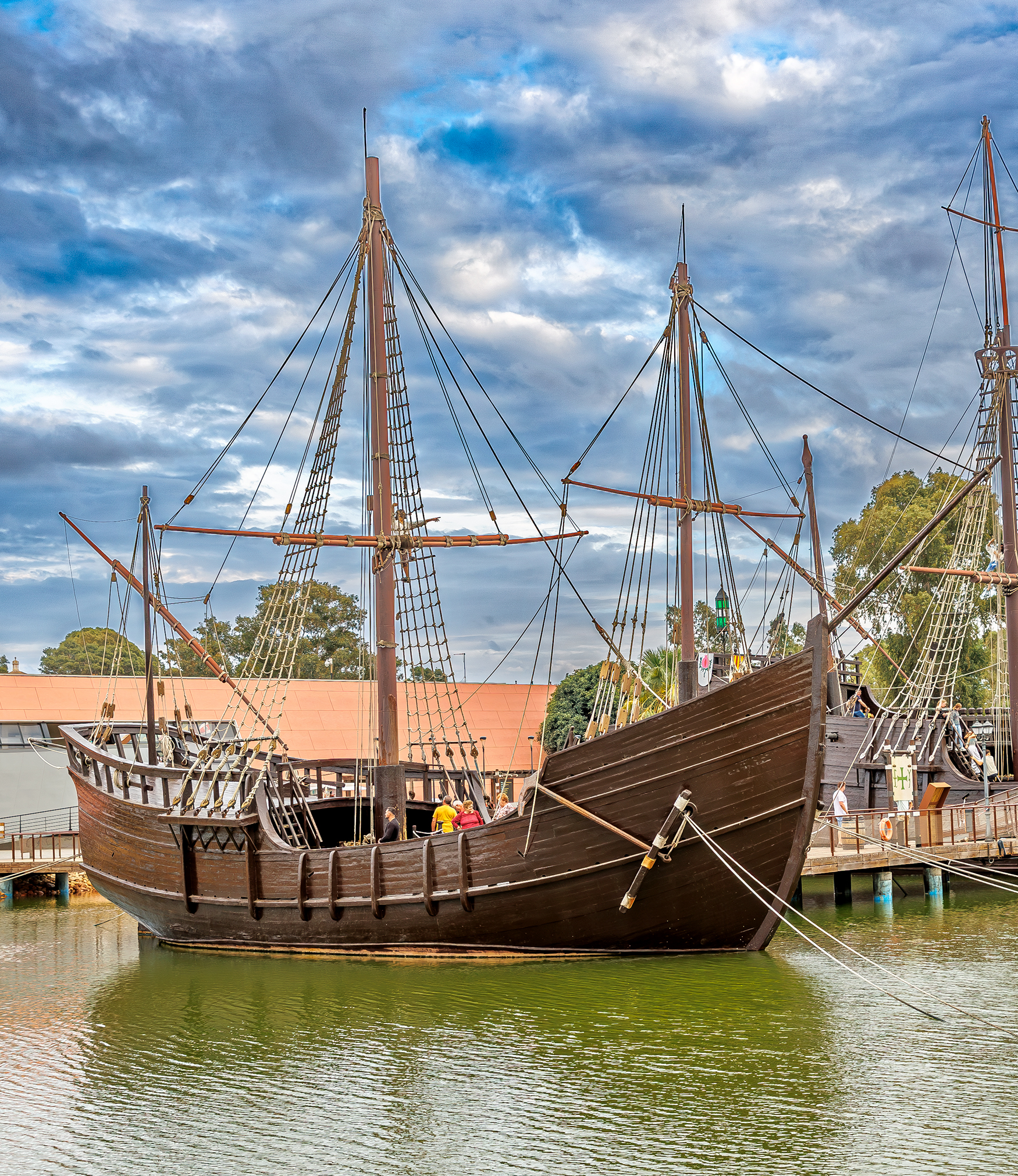
Réplica de la carabela La Pinta en el Muelle de las Carabelas de Palos.

Motivado por lo que fuera, la realidad es que, cuando Martín Alonso decide unirse a la empresa, realiza una destacada labor de apoyo en favor de la expedición. Fue por Palos, Moguer y Huelva, animando y convenciendo a sus parientes y amigos -destacados marinos de la zona- para que se enrolasen, consiguiendo con ello la mejor tripulación posible. Se unieron, entre otros, los Quintero de Palos o los Niño de Moguer. Desechó los barcos que había embargado Colón y contrató otras naves más adecuadas que conocía y que sabía que eran muy veleras y «aptas para el oficio de navegar» porque ya había tenido arrendada alguna de ellas. Aportó de su hacienda personal medio millón de maravedíes, la tercera parte de los gastos en metálico de la empresa.

### Inicio del viaje, partida del puerto de Palos
Ultimados los preparativos, el 3 de agosto la Santa María, La Pinta y La Niña partieron del puerto de Palos de la Frontera. Martín Alonso asumió el mando de La Pinta, llevando consigo a su hermano Francisco como maestre. Su hermano Vicente iba como capitán de la carabela La Niña. Colón anotó en su diario, en varias ocasiones, palabras elogiosas hacia el mayor de los Pinzón al comprobar sus cualidades y eficacia ante los problemas que iban surgiendo. Durante la travesía, demostró varias veces sus habilidades como cuando resolvió el problema de la rotura del timón de La Pinta y pudo seguir navegando.

### Intervención de Martín Alonso ante las amenazas de motín
Entre el 6 y el 7 de octubre, el malestar, cansancio y el desanimo por no encontrar tierra empezaron a hacer mella entre la tripulación de la Santa María, y aparecieron las primeras quejas e inquietudes, sin embargo, gracias a la intervención de Pinzón -según testimonios de los pleitos colombinos-, que mostró nuevamente su capacidad resolutiva y dotes de mando, se consiguió apaciguar este primer conato de motín que Colón no fue capaz de solventar. Según una de las probanzas de los pleitos colombinos Colón pregunta:

¿Qué hacemos Martín Alonso? Porque la gente no quiere seguir.

Pinzón le responde:

Señor; ahorque vuesa merced a media docena de ellos, y si no se atreve, yo y mis hermanos barloaremos sobre ellos y lo haremos, que armada que salió con mandato de tan altos príncipes no ha de volver atrás sin buenas nuevas.
Pleitos colombinos.

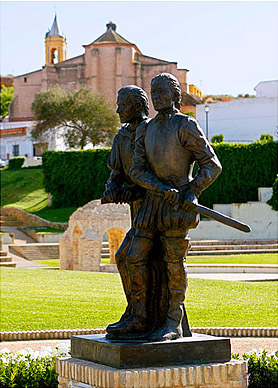
Estatua de los Hermanos Pinzón en Palos de la Frontera.

Gracias a esta determinación se apaciguaron los ánimos en la flotilla y se consiguió continuar el viaje, cuando ya estaban cerca de divisar tierra americana. En el siguiente conato de motín, esta vez más serio, del 9 y 10 de octubre, cuando todos los cálculos del ligur habían fallado, los Pinzón solo consiguieron calmar a la tripulación poniendo una condición: navegarían siguiendo el mismo rumbo solo tres días más; si pasado ese tiempo no divisaban tierra, retornarían a España.

### Pinzón aconseja variar el rumbo y gracias a ello llegan a Guanahani
Martín Alonso había sugerido a Colón, antes de que comenzaran las amenazas o conatos de motín, el cambio de rumbo "a la cuarta del Oeste" (oesudoeste), el día 6 de octubre. Cambio que Colón en un principio no aceptó, pero que acabó realizando al final del día 7 de octubre al divisar la flotilla una bandada de aves que iban dirección al Sudoeste. Este cambio propició la llegada de la expedición a Guanahani, en las Bahamas, la madrugada del 12 de octubre de 1492. Desde la carabela que capitaneaba Martín Alonso, la Pinta, lanzó el esperado grito: ¡Tierra!, el marinero Rodrigo de Triana. 
La versión que se conoce del diario escrito por Cristóbal Colón del Primer viaje a las Indias es una transcripción de fray Bartolomé de Las Casas (1484-1566). A continuación, algunos fragmentos fechados el 11 de octubre de 1492:

Tuvieron mucha mar y más que en todo el viaje habían tenido. Vieron los de la carabela Pinta una caña y un palo, y tomaron otro palillo labrado a lo que parecía con hierro, y un pedazo de caña y otra hierba que nace en tierra, y una tablilla. Con estas señales respiraron y se alegraron todos [...] Después del sol puesto, navegó a su primer camino al Oeste. Andarían doce millas cada hora, y hasta dos horas después de media noche andarían 90 millas. Y porque la carabela Pinta era más velera e iba delante del Almirante, halló tierra e hizo las señas que el Almirante había mandado. Esta tierra fue vista primero por un marinero que se decía Rodrigo de Triana [...] A las dos horas después de medianoche apareció la tierra, de la cual estarían dos leguas. Amainaron todas las velas [...] hasta el día viernes que llegaron a una isleta de los Lucayos, que se llamaba en lengua de indios Guanahani. Luego vieron gente desnuda, y el Almirante salió a tierra en la barca armada y Martín Alonso Pinzón y Vicente Yáñez, su hermano, que era capitán de la Niña.
Diario de la primera navegación. Relación compendiada por fray Bartolomé de las Casas.

### Desavenencias entre Colón y Pinzón

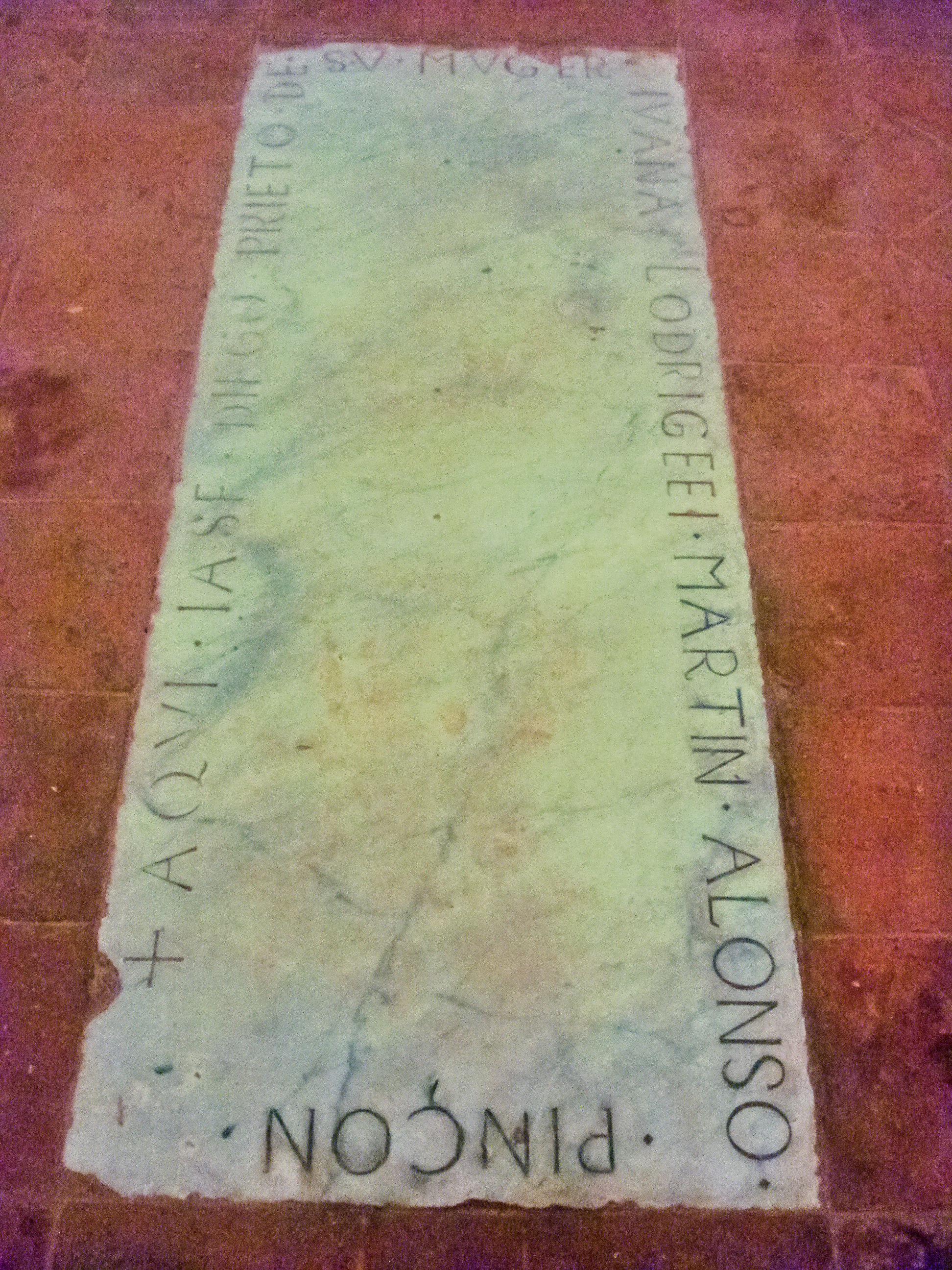
Lápida que recuerda el enterramiento de Martín Alonso Pinzón en la iglesia del Monasterio de La Rábida.

Hasta la llegada al Nuevo Mundo, la relación entre Colón y Pinzón era buena, algo que cambiará de forma radical tras el descubrimiento. Colón, ya convertido en almirante, comienza un cambio de actitud hacía el marino de Palos. El 21 de noviembre Martín Alonso se adelantó con la Pinta, separándose de las otras dos naves y consiguiendo, con ello, llegar al destino que tenían marcado, la isla de Babeque. En el diario de Colón, extractado por fray Bartolomé de las Casas, se dejó constancia de unas serias acusaciones contra Pinzón por aquella separación. Sin embargo, según diversos testimonios de los pleitos colombinos estas acusaciones podrían no tener fundamento, tal como afirman diversos autores. Esta enemistad entre ambos líderes se mantendría así hasta el final del viaje, como consta tanto en el diario como en los pleitos. Finalmente Pinzón se reunió de nuevo con Colón, y el resto de la flotilla, el 6 de enero de 1493, cuando Colón se disponía a regresar a España.

### Regreso a España, últimos días de Martín Alonso
Durante el regreso el barco de Pinzón se volvió a separar a causa de una fuerte tormenta, y Pinzón llegó al puerto de Bayona, en Galicia, días antes que Colón arribara a Lisboa. Fue, por tanto, la carabela Pinta —capitaneada por Martín Alonso— la primera en regresar a la península ibérica, arribando a Bayona probablemente hacía finales de febrero de 1493. Martín Alonso Pinzón escribirá varias cartas con el descubrimiento a distintos puntos de España y, por supuesto, a la Corte, que se encontraba en Barcelona, y esta noticia llegará a la Corte en la primera quincena de marzo. Tras algunas reparaciones realizadas a la Pinta debidas a las tormentas padecidas, Martín Alonso partirá con su tripulación rumbo a Palos, probablemente el 9 de marzo.
Desde Bayona se dirigió a Palos, donde llegó el 15 de marzo de 1493, coincidiendo en esa jornada con la llegada de la carabela La Niña procedente de Lisboa. Martín Alonso llegó a Palos muy enfermo y sin entrar directamente en Palos, es trasladado a una heredad que tenía en terrenos de Moguer. Los testimonios en los citados pleitos, de Hernán Pérez Mateos y Francisco Medel, indican que finalmente fue trasladado al monasterio de La Rábida donde, según su voluntad, al morir es enterrado en la iglesia de dicho convento franciscano.